# Valerie Ziegenfuss
Valerie Jean Ziegenfuss-Bradshaw (Californië, 29 juni 1949) is een voormalig tennisspeelster uit de Verenigde Staten van Amerika. Zij was een van de Original 9 die de Women's Tennis Association hebben opgericht.

## Loopbaan
In 1969, 1971 en 1972 kwam Ziegenfuss voor Amerika uit in de Wightman Cup. In 1972 vertegenwoordigde zij haar land in de Fed Cup – zij zette daar een winst/verlies-balans van 6–1 neer, en leidde haar land daarmee tot de halve finale van de Wereldgroep (die zij verloren van Zuid-Afrika, ondanks haar persoonlijke zege over Patricia Walkden).
In 1978 won zij met Françoise Dürr het damesdubbelspeltoernooi van het WTA-toernooi van Buenos Aires.
Op de Olympische Zomerspelen van Mexico in 1968 was tennis een demonstratiesport. Ziegenfuss nam deel aan het enkelspeltoernooi, en aan het dames- en het gemengd dubbelspeltoernooi. In het damesdubbelspel speelde zij met Jane Bartkowicz als verliezend finalist.

## Privé
Haar dochter Allison Bradshaw speelde professioneel tennis in de periode 1997–2006.

## Resultaten grandslamtoernooien
| Legenda | Legenda                          |
| ------- | -------------------------------- |
| g.t.    | geen toernooi gehouden           |
| l.c.    | lagere categorie                 |
| –       | niet deelgenomen                 |
| G       | uitgeschakeld in de groepsfase   |
| 1R      | uitgeschakeld in de eerste ronde |
| 2R      | uitgeschakeld in de tweede ronde |
| 3R      | uitgeschakeld in de derde ronde  |
| 4R      | uitgeschakeld in de vierde ronde |
| KF      | uitgeschakeld in de kwartfinale  |
| HF      | uitgeschakeld in de halve finale |
| F       | de finale verloren               |
| W       | het toernooi gewonnen            |
| w-v     | winst/verlies-balans             |

### Enkelspel
| toernooi        | 1966 | 1967 | 1968 | 1969 | 1970 | 1971 | 1972 | 1973 | 1974 | 1975 | 1976 | 1977 | 1977 | 1978 |
| --------------- | ---- | ---- | ---- | ---- | ---- | ---- | ---- | ---- | ---- | ---- | ---- | ---- | ---- | ---- |
| Australian Open | –    | –    | –    | –    | –    | –    | –    | –    | –    | –    | –    | –    | –    | –    |
| Roland Garros   | –    | –    | –    | 2R   | –    | 2R   | 4R   | –    | –    | –    | 1R   | –    | –    | –    |
| Wimbledon       | –    | –    | 1R   | 1R   | 3R   | 2R   | 1R   | 3R   | 2R   | 3R   | 3R   | 2R   | 2R   | 1R   |
| US Open         | 1R   | KF   | 1R   | 3R   | 1R   | 1R   | 2R   | 2R   | –    | 3R   | 2R   | 1R   | 1R   | 2R   |

### Vrouwendubbelspel
| toernooi        | 1966 | 1967 | 1968 | 1969 | 1970 | 1971 | 1972 | 1973 | 1974 | 1975 | 1976 | 1977 | 1977 | 1978 |
| --------------- | ---- | ---- | ---- | ---- | ---- | ---- | ---- | ---- | ---- | ---- | ---- | ---- | ---- | ---- |
| Australian Open | –    | –    | –    | –    | –    | –    | –    | –    | –    | –    | –    | –    | –    | –    |
| Roland Garros   | –    | –    | –    | –    | –    | 3R   | 2R   | –    | –    | –    | 2R   | –    | –    | –    |
| Wimbledon       | –    | –    | 3R   | HF   | 2R   | HF   | 1R   | 1R   | 3R   | 2R   | 1R   | 2R   | 2R   | 2R   |
| US Open         | KF   | KF   | –    | HF   | 2R   | HF   | KF   | 2R   | –    | 1R   | 2R   | 3R   | 3R   | 2R   |

### Gemengd dubbelspel
| toernooi        | 1966 | 1967 | 1968 | 1969 | 1970 | 1971 | 1972 |      | 1976 |
| --------------- | ---- | ---- | ---- | ---- | ---- | ---- | ---- | ---- | ---- |
| Australian Open | –    | –    | –    | –    | g.t. | g.t. | g.t. | g.t. |      |
| Roland Garros   | –    | –    | –    | 1R   | –    | –    | –    | KF   |      |
| Wimbledon       | –    | –    | 3R   | 2R   | 4R   | 4R   | 2R   | 3R   |      |
| US Open         | 1R   | 1R   | –    | –    | –    | –    | 2R   | –    |      |

## Palmares

### WTA-finaleplaatsen enkelspel
| nr.              | finale     | toernooi     | ondergrond | tegenstandster | score    |
| ---------------- | ---------- | ------------ | ---------- | -------------- | -------- |
| gewonnen finales |            |              |            |                |          |
| geen             |            |              |            |                |          |
| verloren finales |            |              |            |                |          |
| 1.               | 1972-02-19 | WTA Oklahoma | tapijt (i) | Rosie Casals   | 4-6, 1-6 |
| 2.               | 1978-03-19 | WTA Orlando  |            | Mary Struthers | 4-6, 5-7 |

### WTA-finaleplaatsen vrouwendubbelspel
| nr.              | finale     | toernooi          | ondergrond    | partner            | tegenstandsters                  | score         |
| ---------------- | ---------- | ----------------- | ------------- | ------------------ | -------------------------------- | ------------- |
| gewonnen finales |            |                   |               |                    |                                  |               |
| 01.              | 1967-06-04 | WTA Sacramento    | hardcourt     | Stephanie Grant    | Jane Bartkowicz Sue Shrader      | 8-6, 9-7      |
| 02.              | 1968-08-04 | WTA South Orange  | gras          | Mary-Ann Eisel     | Tory Fretz Victoria Rogers       | 8-6, 8-6      |
| 03.              | 1969-07-20 | WTA Cincinnati    | gravel        | Kerry Harris       | Emilie Burrer Pam Richmond       | 6-3, 9-7      |
| 04.              | 1971-03-21 | WTA Detroit       | tapijt (i)    | Mary-Ann Curtis    | Jane Bartkowicz Judy Tegart      | 2-6, 6-2, 6-3 |
| 05.              | 1972-02-28 | WTA Bethesda      | tapijt (i)    | Wendy Overton      | Judy Dalton Françoise Dürr       | 7-5, 6-2      |
| 06.              | 1976-11-29 | WTA Johannesburg  | hardcourt     | Laura duPont       | Yvonne Vermaak Elizabeth Vlotman | 6-1, 6-4      |
| 07.              | 1978-02-05 | WTA Ogden         | hardcourt (i) | Ann Kiyomura       | Kathy Kuykendall Kym Ruddell     | 7-5, 6-4      |
| 08.              | 1978-03-25 | WTA Atlanta       |               | Ann Kiyomura       | Jane Stratton Mimmi Wikstedt     | 6-3, 6-4      |
| 09.              | 1978-11-05 | WTA Buenos Aires  | gravel        | Françoise Dürr     | Laura duPont Regina Maršíková    | 1-6, 6-4, 6-3 |
| 10.              | 1979-02-25 | WTA Atlanta       | hardcourt (i) | Laura duPont       | Sherry Acker Mary Carillo        | 6-2, 6-3      |
| verloren finales |            |                   |               |                    |                                  |               |
| 01.              | 1968-10-26 | O.S. Mexico       | gravel        | Jane Bartkowicz    | Rosie Darmon Julie Heldman       | 0-6, 8-10     |
| 02.              | 1969-04-06 | WTA San Juan      | hardcourt     | Mary-Ann Eisel     | Karen Krantzcke Kerry Melville   | 5-7, 5-7      |
| 03.              | 1969-08-03 | WTA South Orange  | gras          | Mary-Ann Curtis    | Patti Hogan Peggy Michel         | regen         |
| 04.              | 1969-08-24 | WTA Chestnut Hill | gras          | Mary-Ann Curtis    | Margaret Court Virginia Wade     | 1-6, 3-6      |
| 05.              | 1970-08-23 | WTA Haverford     | gras          | Mary-Ann Curtis    | Gail Chanfreau Françoise Dürr    | 3-6, 2-6      |
| 06.              | 1970-11-08 | WTA Richmond      | gravel (i)    | Mary-Ann Curtis    | Rosie Casals Billie Jean King    | 4-6, 4-6      |
| 07.              | 1971-01-31 | WTA Oklahoma      | hardcourt (i) | Mary-Ann Curtis    | Billie Jean King Rosie Casals    | 7-6, 0-6, 5-7 |
| 08.              | 1971-06-19 | WTA Londen        | gras          | Mary-Ann Curtis    | Rosie Casals Billie Jean King    | 3-6, 2-6      |
| 09.              | 1972-06-11 | WTA Hamburg       | gravel        | Wendy Overton      | Helga Masthoff Heide Orth        | 3-6, 6-2, 0-6 |
| 10.              | 1973-01-20 | WTA Oakland       | tapijt (i)    | Wendy Overton      | Margaret Court Lesley Hunt       | 1-6, 5-7      |
| 11.              | 1973-06-09 | WTA Mobile        |               | Françoise Dürr     | Rosie Casals Billie Jean King    | 3-6, 6-4, 2-6 |
| 12.              | 1976-05-02 | WTA Amelia Island | gravel        | Kathy Kuykendall   | Delina Boshoff Ilana Kloss       | 3-6, 2-6      |
| 13.              | 1977-01-09 | WTA Washington    | tapijt (i)    | Kristien Shaw      | Martina Navrátilová Betty Stöve  | 5-7, 2-6      |
| 14.              | 1978-01-08 | WTA San Diego     | hardcourt (i) | Lea Antonoplis     | Bunny Bruning Rayni Fox          | 6-3, 6-7, 2-6 |
| 15.              | 1978-01-15 | WTA San Carlos    | hardcourt     | Ann Kiyomura       | Carrie Meyer Sharon Walsh        | 6-7, 2-6      |
| 16.              | 1978-01-22 | WTA Tucson        | hardcourt     | Ann Kiyomura       | Carrie Meyer Sharon Walsh        | 4-6, 6-2, 2-6 |
| 17.              | 1978-02-26 | WTA San Juan      | hardcourt     | Ann Kiyomura       | Jane Stratton Mimmi Wikstedt     | 5-7, 6-2, 3-6 |
| 18.              | 1978-03-19 | WTA Orlando       |               | Helen Cawley       | Bunny Bruning Rayni Fox          | 4-6, 6-1, 1-6 |
| 19.              | 1979-01-07 | WTA Austin        |               | Betty-Ann Stuart   | Marjorie Blackwood Paula Smith   | 2-6, 4-6      |
| 20.              | 1979-01-14 | WTA San Antonio   |               | Bunny Bruning      | Kathy Jordan Wendy White         | 2-6, 2-6      |
| 21.              | 1979-01-28 | WTA Boise         | hardcourt (i) | Stephanie Tolleson | Sherry Acker Mary Carillo        | 3-6, 2-6      |